# Coccidotrophus cordiae
Coccidotrophus cordiae es una especie de coleóptero de la familia Silvanidae.

## Distribución geográfica
Habita en Bolivia.